# 大分縣立中津北高等學校
大分縣立中津北高等學校（日语：大分県立中津北高等学校）是位於日本大分縣中津市中央町一丁目的一個縣立高等學校。1911年， 下毛郡立高等女学校成立。1915年，改名大分縣立中津高等女学校。1953年更名大分縣立中津北高等学校。

## 校友
- 石川才顕（日语：石川才顕）
- 新貝正勝（日语：新貝正勝）[2]。
- 奥塚正典（日语：奥塚正典）[3]。
- 橫光克彥 - 日本國會議員[4]。
- 松下竜一（日语：松下竜一） - 小說家、歌人[5]。
- 今澤哲男
- 滝ともはる（日语：滝ともはる） - 創作歌手[6]。
- 久恒啓一（日语：久恒啓一） - 多摩大学（日语：多摩大学）教授[7]。
- 平野聡（日语：平野聡 (実業家)） [8]。

## 外部鏈接
- 大分県立中津北高等学校 （页面存档备份，存于）